# Edwardsiana frustrator
Edwardsiana frustrator är en insektsart som först beskrevs av Edwards 1908.  Edwardsiana frustrator ingår i släktet Edwardsiana och familjen dvärgstritar. Enligt den finländska rödlistan är arten nära hotad i Finland. Arten är reproducerande i Sverige. Artens livsmiljö är lundskogar. Inga underarter finns listade i Catalogue of Life.